# Лавріненко Ірина Олександрівна
Лавріненко Ірина Олександрівна (нар. 21 листопада 1934, Київ — 15 липня 1996, Київ) — радянська та українська вчена-хімік, професор, доктор хімічних наук (1992). Лауреат Державної премії УРСР у галузі науки і техніки (1971). Нагороджена Премією ім. Є. Патона АН УРСР (1973) та державними нагородами СРСР..

## Біографія
Лавріненко Ірина Олександрівна закінчила у 1958 р. Київський університет. Працювала в Києві в Інституті проблем матеріалознавства НАНУ: з 1980 р. до 1996 рр. – завідувачка лабораторії металізації алмазів і процесів формування інструментарних композицій.

## Наукові дослідження
Займалась науковими дослідженнями процесів та механізмів рідинно-фазного спікання метало-неметалевих та метало-металевих систем, металізацією, пайкою алмазу адгезійно-активними металами та сплавами, процесами зміцнюючої дії плівки металевого покриття на поверхні кристалу та ефектами водневого розміщення паяного контакту алмаз-метал, а також методами запобігання розвитку цього процесу.

## Нагороди та відзнаки
- 1971 р. – Державна премія УРСР у галузі науки і техніки;
- 1973 р. – Премія ім. Є. Патона АН УРСР;

Має Державні нагороди СРСР

## Основні наукові праці
- Спекание в присутствии жидкой металлической фазы. К., 1968 (англ. перекл. – Нью-Йорк; Лондон, 1970);
- Пайка и металлизация сверхтвердых инструментальных материалов. К., 1977;
- Прочность алмазо-металлического контакта и пайка алмазов. К., 1988 (япон. перекл. – Осака, 1988; англ. перекл. – Лондон, 1999);
- Поверхностные свойства расплавов и твердых тел и их использование в материаловедении. К., 1991 (усі – співавт.).